# Albert Flattich
Albert Flattich (* 5. März 1899 in Nußdorf; † 10. Oktober 1970 ebenda) war ein deutscher Landwirt und Politiker (FDP/DVP).

## Leben
Flattich wurde als Sohn eines Landwirtes geboren. Er arbeitete auf dem elterlichen Hof in Nußdorf, den er später übernahm. Im  Ersten und Zweiten Weltkrieg war er Soldat.
Flattich wurde im Mai 1945 von der Amerikanischen Militärregierung als Bürgermeister der Gemeinde Nußdorf eingesetzt und anschließend im Amt, das er bis 1948 ausübte, bestätigt. Er trat in die Demokratische Volkspartei ein, aus der im Oktober 1952 der Landesverband der FDP Baden-Württemberg hervorging. 1950 wurde er in den Landtag von Württemberg-Baden gewählt, dem er bis 1952 angehörte. Von 1952 bis 1968 war er Mitglied der Verfassunggebenden Landesversammlung (1952–1953) und Abgeordneter des Landtages von Baden-Württemberg (1953–1968).

## Ehrungen
- 1952: Verdienstkreuz am Bande der Bundesrepublik Deutschland
- 1967: Großes Verdienstkreuz der Bundesrepublik Deutschland